# Солоновка (Тюменская область)
Солоновка — деревня в Омутинском районе Тюменской области, в составе Ситниковского сельского поселения.

### География
Расположена в южной части области, на крайнем востоке района, в зоне лесостепи, на впадении в реку Солоновка её притока Медвежка.
На 2018 год в Солоновке улиц не числится.

## История
Названа по имени реки.
Косвенно упоминается в дневниках путешественника и учёного С. Палласа — «там, где в Вагай впадает Солоновка, выше по ней стоят три деревни с одноимённым названием». Упоминается также в ревизских сказках за 1784 и 1851 годы.
В 1868—1869 годах значилась как казённая деревня при речке Солоновке в Ишимском уезде Тобольской губернии, в которой насчитывалось 50 дворов и проживало 712 человек.
По данным на 1909 год в деревне проживало 576 человек и имелись часовня, трактир, две торговые лавки и 7 ветряных мельниц.
Входит в состав МО Ситниковское сельское поселение согласно Закону Тюменской области от 5 ноября 2004 года № 263 «Об установлении границ муниципальных образований Тюменской области и наделении их статусом муниципального района, городского округа и сельского поселения».

## Население
| 2010 |
| ---- |
| 32   |

В 1868—1869 годах на 50 дворах проживало 712 человек. По данным на 1909 год в деревне проживало 576 человек.

## Инфраструктура
На 1909 год в деревне имелись часовня, трактир, две торговые лавки и 7 ветряных мельниц.

## Транспорт
Автобусное сообщение от села Омутинское (на январь 2021 — маршрут 205).
Ближайшая железнодорожная станция Ламенская в посёлке Ламенский (Голышмановский городской округ) и Омутинская в райцентре — селе Омутинское.